# بولينورماند 2021
بولينورماند 2021 (بالفرنسية: Polynormande 2021)‏ هو سباق دراجات هوائية من فئة سباق الدراجات على الطريق، وهو الموسم رقم 41 من بولينورماند، وأقيم في 15 أغسطس 2021، وامتدّ لمسافة 168.9 كيلومتر، وهو أحد سباقات طواف أوروبا للدراجات 2021.
فاز بالمركز الأول فالنتين مادواس، وبالمركز الثاني بينوا كوسنيفروي، وبالمركز الثالث أنتوني بيريز.

## الفرق
| فرق عالمية (3)- AG2R Citroën Team - Cofidis - Groupama-FDJ فرق برو (4)- Arkéa-Samsic - 2021 بي آند بي هوتيلز ‏ - TotalEnergies - ديلكو 2021 ‏ فرق قارية (7)- بايك أيد 2021 ‏ - Van Rysel–Roubaix ‏ - إس تي ميشيل-أوبير 93 2021 ‏ - بلاك سبوك 2021 ‏ - سويس ريسينغ أكادمي 2021 ‏ - نيبو-بروفانس-بتس كونتي 2021 ‏ - Global 6 United ‏ |  |
| |  |

## التصنيف العام النهائي
| التصنيف العام         | التصنيف العام       | التصنيف العام | التصنيف العام     | التصنيف العام |
| العداء                | العداء              | البلد         | الفريق            | الوقت         |
| --------------------- | ------------------- | ------------- | ----------------- | ------------- |
| 1                     | فالنتين مادواس      | فرنسا         | Groupama-FDJ      | 3 س 49 د 57 ث |
| 2                     | بينوا كوسنيفروي     | فرنسا         | AG2R Citroën Team | + 0 ث         |
| 3                     | أنتوني بيريز        | فرنسا         | Cofidis           | + 0 ث         |
| 4                     | Dorian Godon ‏       | فرنسا         | AG2R Citroën Team | + 9 ث         |
| 5                     | رومان هاردي         | فرنسا         | اركيا سامسيك      | + 9 ث         |
| 6                     | Alexandre Delettre ‏ | فرنسا         | Delko             | + 9 ث         |
| 7                     | سيمون جيشكي         | ألمانيا       | Cofidis           | + 16 ث        |
| 8                     | Alexys Brunel ‏      | فرنسا         | Groupama-FDJ      | + 16 ث        |
| 9                     | ألكسيس غوجيراد      | فرنسا         | AG2R Citroën Team | + 16 ث        |
| 10                    | أنتوني ديلابلاسي    | فرنسا         | اركيا سامسيك      | + 19 ث        |
| مصدر: ProCyclingStats |                     |               |                   |               |

## وصلات خارجية
- لمحة عن سباق بولينورماند 2021 على موقع  ProCyclingStats   (برو  سايكلنج  ستاتس) - إحصاءات  محترفي  الدراجات.
- بولينورماند 2021 على موقع إحصائيات الدراجات الإحترافية (الإنجليزية)